# Dicranopteris pedata
Dicranopteris pedata är en ormbunkeart som först beskrevs av Houtt., och fick sitt nu gällande namn av Nakaike. Dicranopteris pedata ingår i släktet Dicranopteris och familjen Gleicheniaceae. Inga underarter finns listade.